# Jennette McCurdy (EP)
Jennette McCurdy é o segundo extended play da atriz e cantora Jennette McCurdy, lançado em 24 de janeiro de 2012 pela gravadora Capitol Nashville, com exclusividade das lojas Justice Store. O álbum contém quatro músicas inéditas, duas de seu trabalho anterior Not That Far Away, e uma bônus, apenas para download digital. 
A maioria das faixas deste EP, estão inclusas no seu álbum do mesmo nome.

## Lista de faixas
| N.º | Título                             | Compositor(es)                                 | Duração |  |
| 1.  | "Generation Love"                  | Ross Copperman, Tom Douglas, Heather Morgan    | 3:39    |  |
| 2.  | "Don't You Just Hate Those People" | Mallary Esperança, Tony Martin, Wendell Mobley | 2:53    |  |
| 3.  | "Break Your Heart"                 | Jennifer Schott, Mobley, Esperança             | 3:24    |  |
| 4.  | "Stronger"                         | Jennette McCurdy, Blair Daly, Rachel Proctor   | 3:28    |  |
| 5.  | "Better"                           | McCurdy, Tommy Lee James, Liz Rosa             | 3:35    |  |
| 6.  | "Put Your Arms Around Someone"     | McCurdy, Jessi Alexander, Luke Laird           | 3:11    |  |
| 7.  | "Have To Say Goodbye"              | McCurdy, Alexander, Laird                      | 3:48    |  |

| Faixa bônus do iTunes |                   |         |  |
| N.º                   | Título            | Duração |  |
| 8.                    | "Broken Umbrella" | 3:18    |  |